# Balingsta kyrka
Balingsta kyrka är en kyrkobyggnad i Balingsta i Uppsala stift. Kyrkan hör till Balingsta församling.

## Kyrkobyggnaden
Balingsta kyrka är en stenkyrka som utgörs av ett långhus med ett plant innerträtak, ett något avsmalnande kor försett med valv och en rund absid, en sakristia intill korets nordmur, samt ett vapenhus beläget vid västra delen av långhusets sydmur. Tornet i väster har en överbyggnad i form av en lanternin med huv. Hela kyrkan är vitputsad utom tornets nederdel. Kyrkans sadeltak är täckt med spån.
Balingsta kyrka hör till en grupp romanska kyrkor som byggdes under 1100-talets slut. Dessa bestod av långhus, kor och absid men saknade torn. Ett torn har dock ganska snart, förmodligen under 1200-talet första hälft, byggts på genom att ansluta det till långhusets västvägg. Tornets ljudgluggar har fortfarande kvar sin romanska karaktär. Under 1400-talet har tornet utökats med ungefär två meter i höjd. Tornhuven tillkom på 1700-talet efter att en äldre tornspira blåst ner. Sakristian är ifrån 1300-talet och ett vapenhus byggdes under 1400-talet. Under 1400-talet slogs också tegelvalv som ersatte tidigare plana trätak. Till kyrkans nuvarande karaktär bidrar även inventarier som hör samman med förändringar under 1500- och 1600-talens gudstjänstordning, som predikstolen, och 1700-talets förändringar genom vitkalkning av väggar och utvidgningar av fönster, samt naturligtvis den genomgående restaureringen av kyrkan i början på 1900-talet.

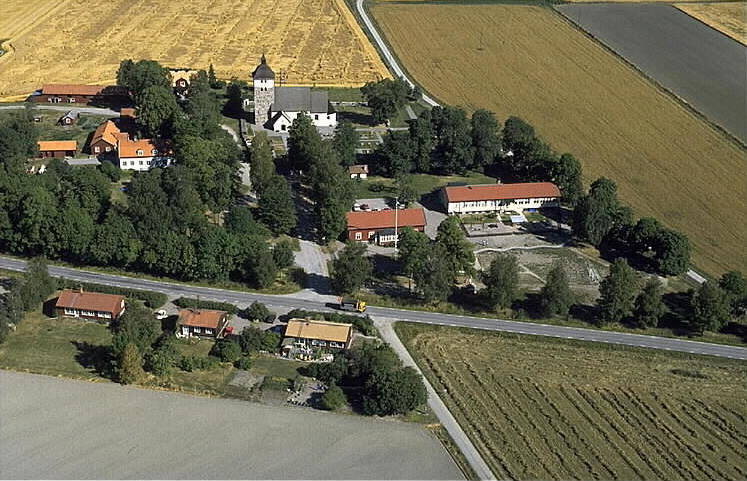
Flygfoto av kyrkans omgivning (1995)
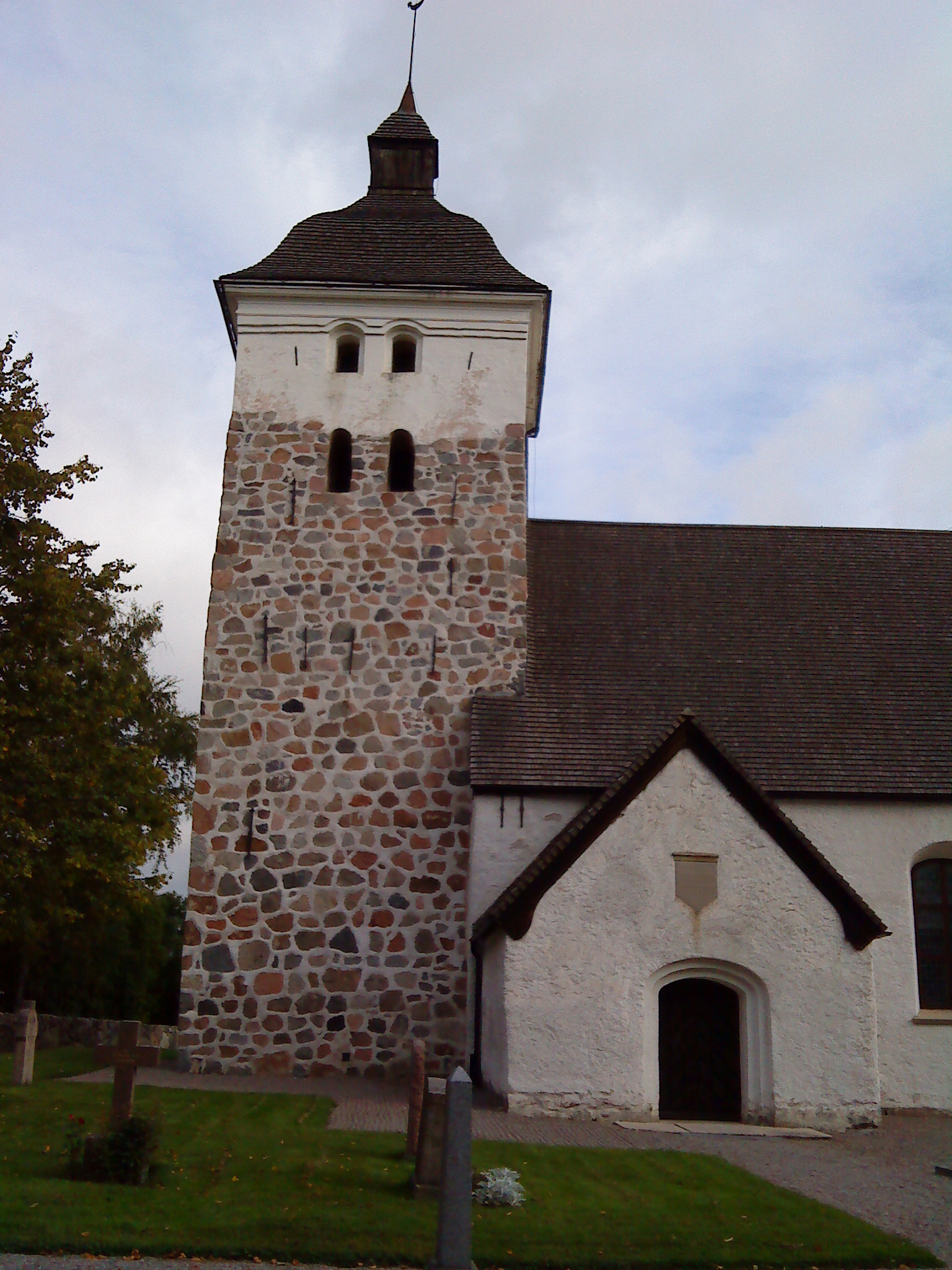
Västtornet (2008)
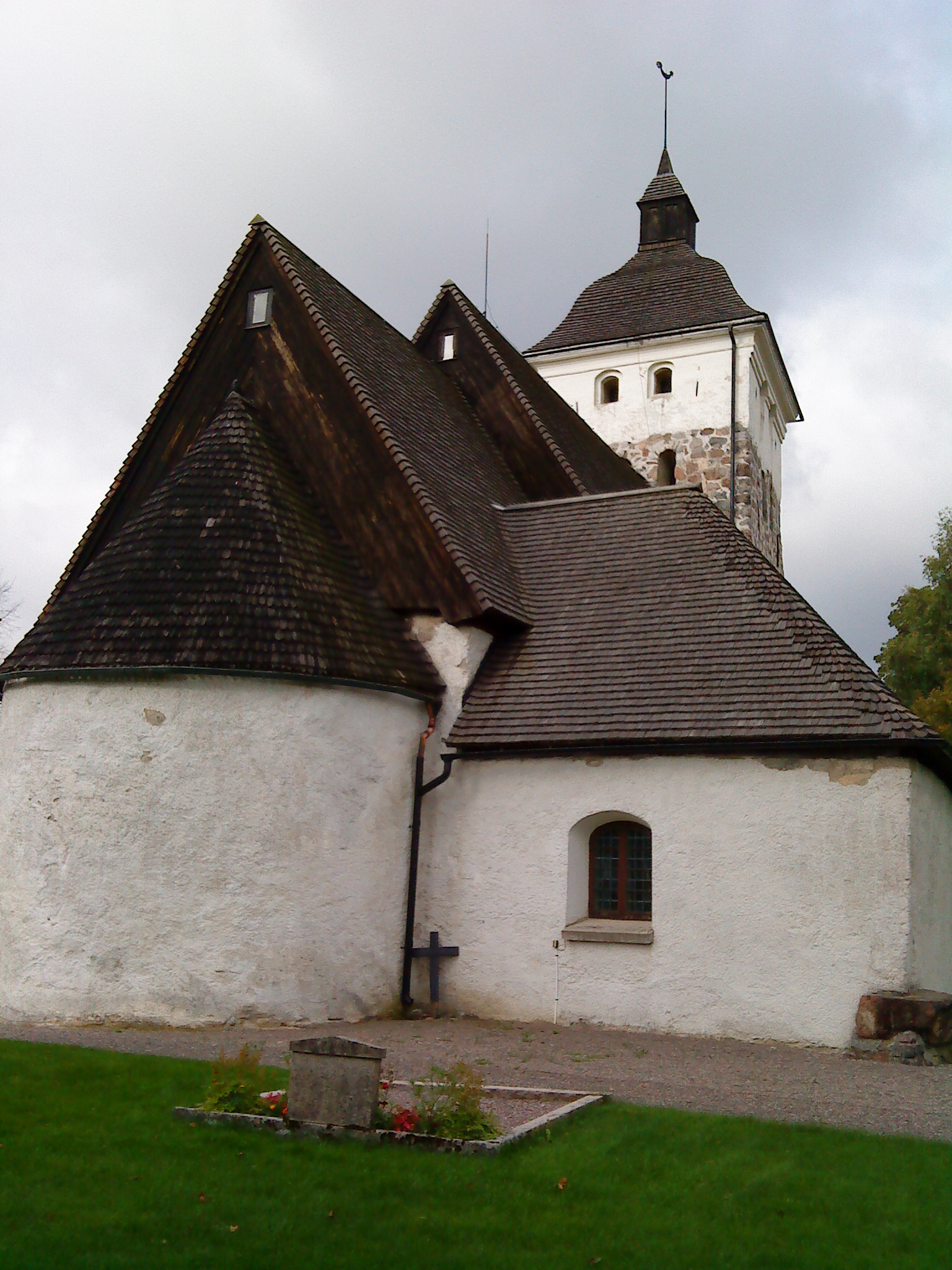
Kyrkan från öster (2008)
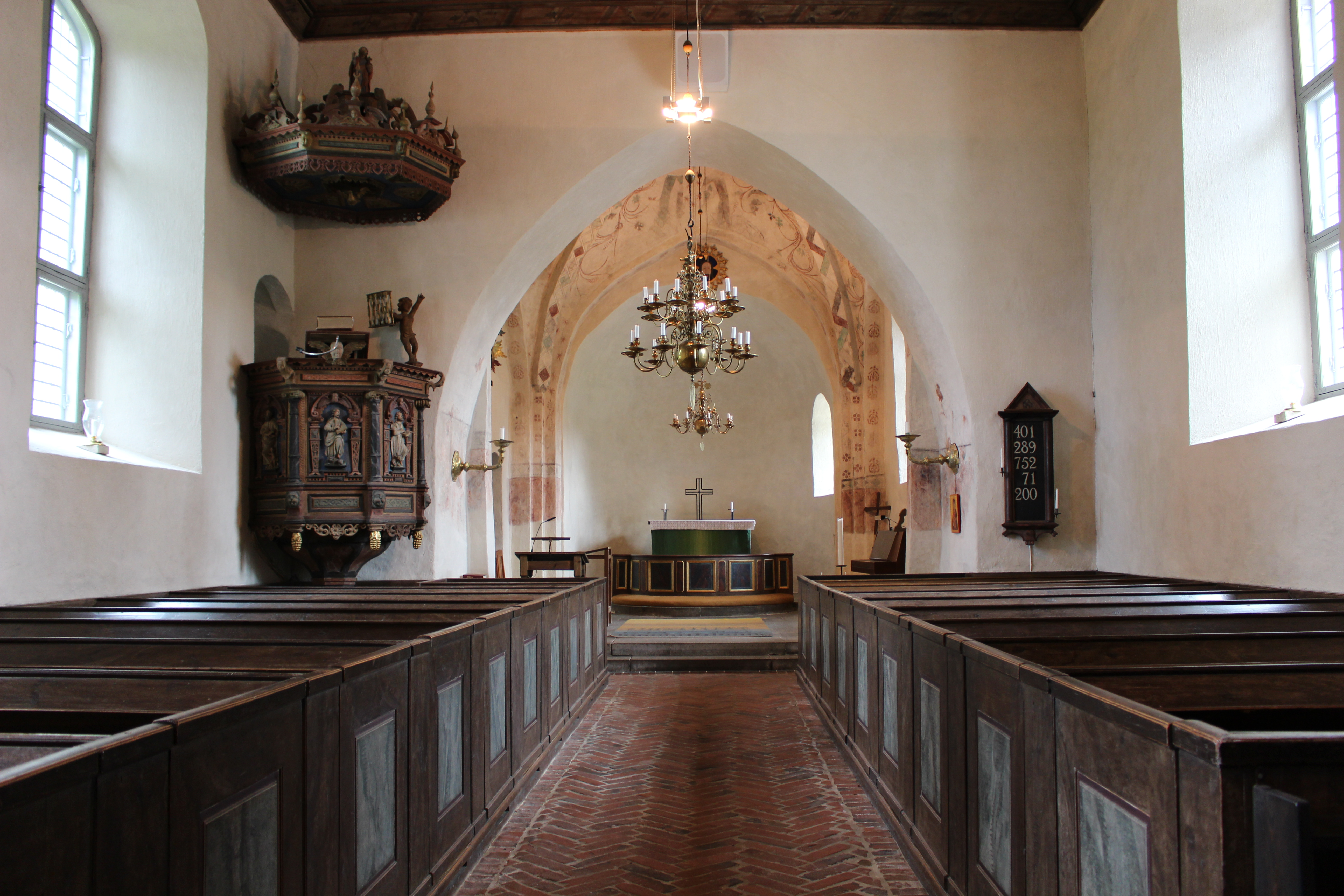
Interiör mot koret
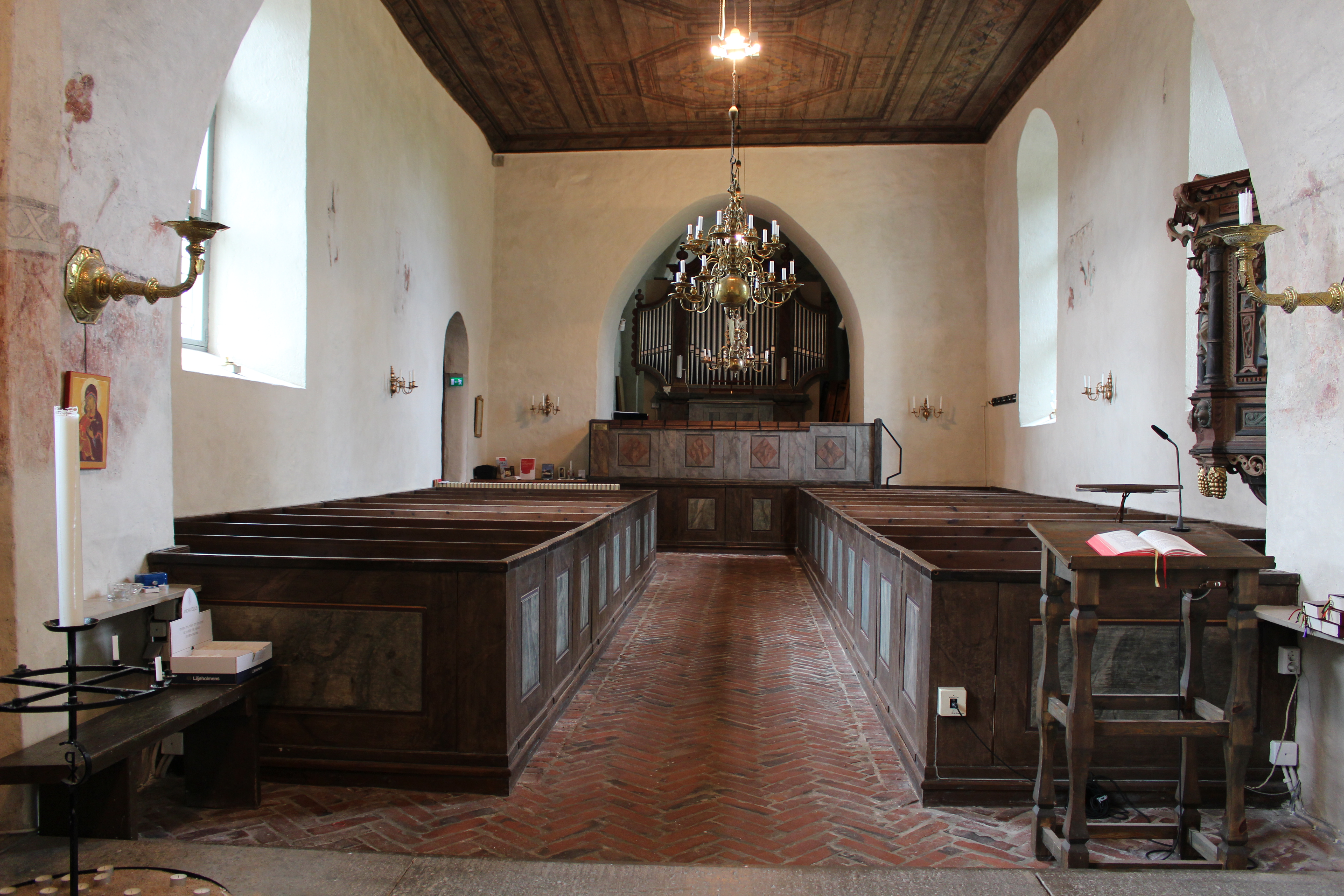
Interiör mot väster (2016)

## Tegelkyrkan, ödekyrkan och restaureringen
Vid mitten av 1800-talet så befann sig kyrkan i förfall. Församlingen var länge oenig om ifall man skall reparera den gamla kyrkan eller om man istället skulle bygga en ny. Uppsalas ende praktiserande arkitekt vid tiden var Adrian Crispin Peterson som flyttat till Uppsala för att arbeta med uppförandet av Katedralskolan. Som e.o. konduktör på Överintendentsämbetet och som statens arkitektrepresentant i Uppsala fick han i uppdrag att utforma en ny kyrka. År 1867 stod ritningarna klara och 1869 började församlingen uppföra en ny kyrka. Den nya kyrkan byggdes i tegel på en plats söder om, och på andra sidan vägen, från den gamla kyrkan. 1872 var byggnaden färdig och invigdes och då övergavs medeltidskyrkan. Inventarier och textilier överfördes till tegelkyrkan.
Den äldre kyrkan stod kvar på kyrkogården som fortfarande var i bruk. Den användes bland annat som kolupplag. Den förföll dock alltmer till en ruin. Valven i långhuset rasade samman och valvet i sakristian höggs ner för att inte riskera att det föll ner på någon. Tornets västmur rasade så att delar av tornet hängde i luften, vapenhuset förstördes helt och övriga murar sprack och började luta.
År 1916 fick Balingsta en ny präst vid namn Edward Holliday-Owen. Denne uppskattade inte tegelkyrkan och började fundera på om man inte kunde göra något för att åter sätta den äldre kyrkan i skick igen. Han tog upp frågan med ärkebiskop Nathan Söderblom, vilken kom att stötta projektet. Ägaren till Wiks slott, bankiren Alfred Berg, erbjöd sig att täcka kostnaderna för en restaurering. Uppdraget att restaurera Balingsta kyrka gavs till Sigurd Curman. Arbetet pågick från 1917 till 1919. Murarna reparerades, valven i sakristia och kor återställdes och långhuset fick åter ett plant tak av trä så som man föreställde sig att det ursprungligen haft.
Det erhöll dekorativa målningar av Filip Månsson. De medeltida kalkmålningarna konserverades och kompletterades. I absiden utförde Olle Hjortzberg en stor framställning av Den tronande Kristus. Man byggde ett nytt vapenhus, installerade en sluten bänkinredning och de äldre inventarierna återfördes. Den nu istället övergivna tegelkyrkan stod kvar till 1934 då den revs eftersom man inte funnit något annat lämpligt sätt att använda den på. Stengrunden till murarna finns fortfarande kvar på platsen.
En restaurering 1961 innebar bland annat att Hjortzbergs då svårt fuktskadade målning överkalkades, likaså togs en del kompletteringar av de äldre kalkmålningarna bort.

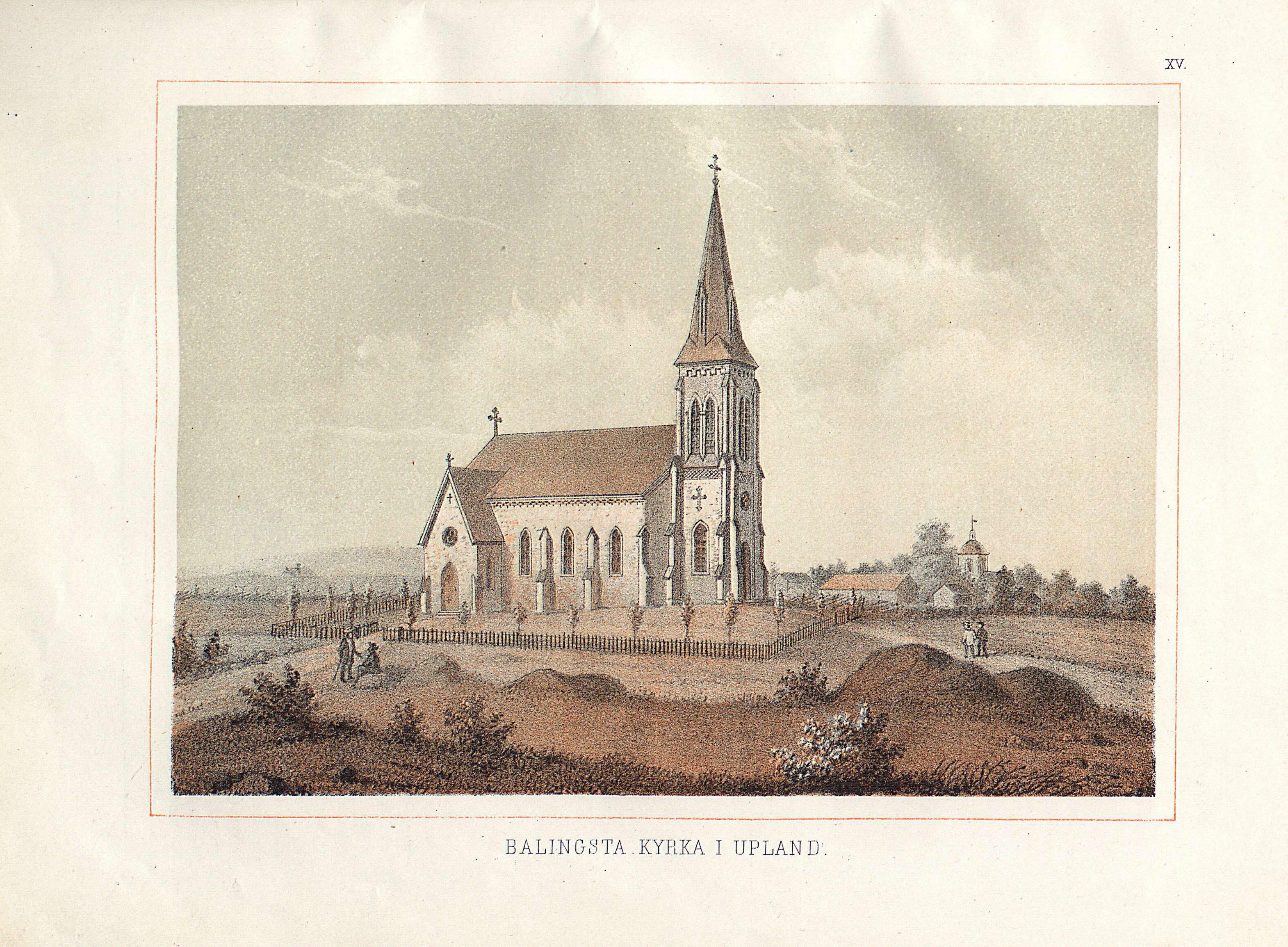
Tegelkyrkan. Färglitografi (1874)
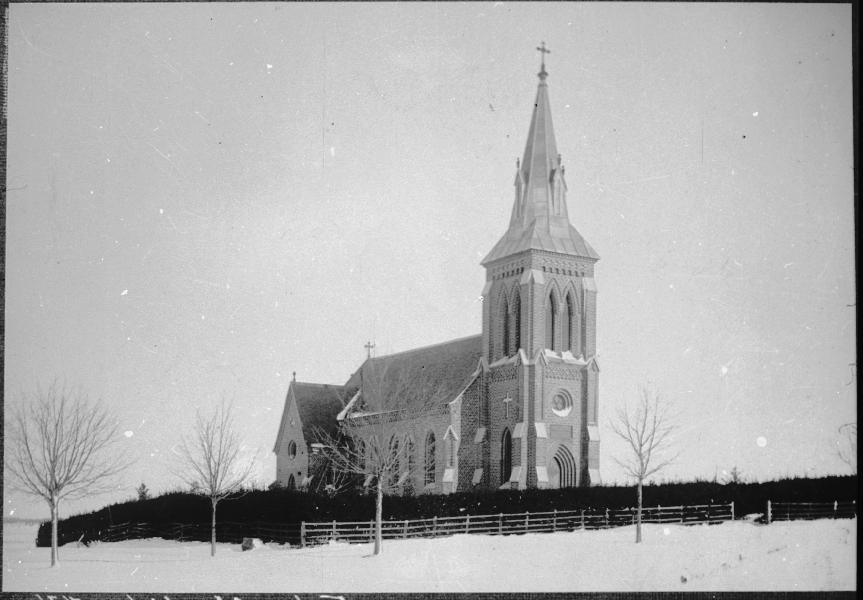
Tegelkyrkan. Foto (1903)
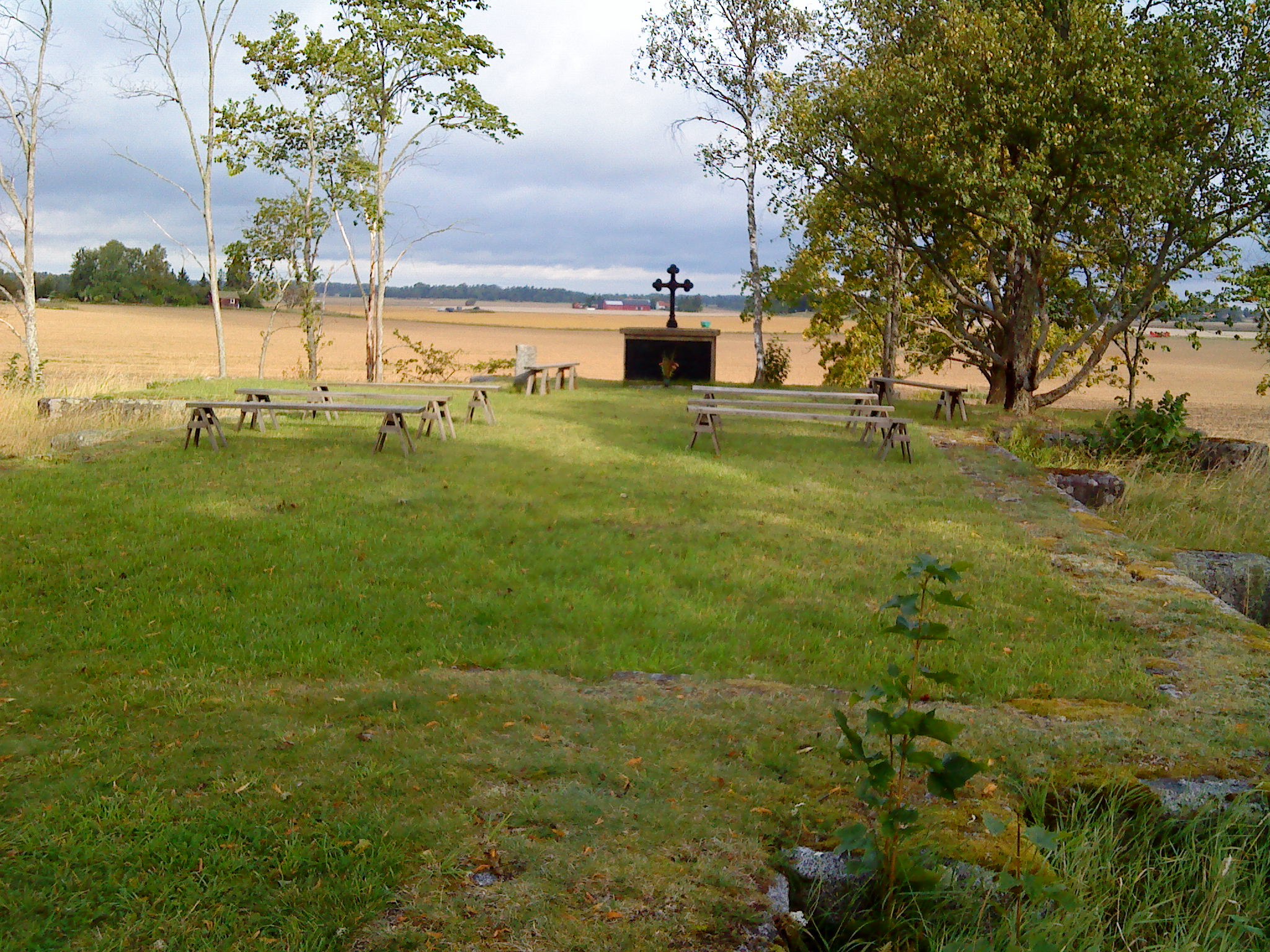
Ruinen efter Balingsta tegelkyrka. Vy mot väster (2009)
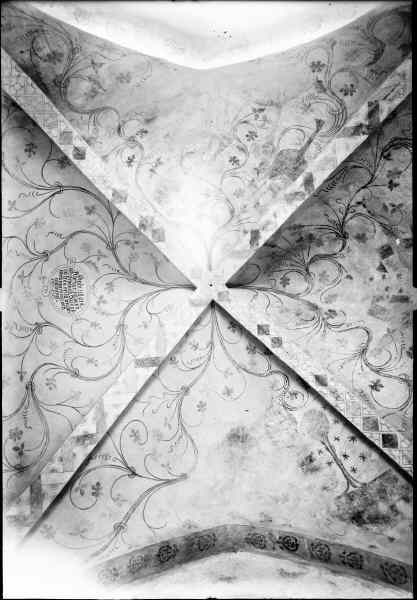
Korvalvet med kompletteringar som togs bort 1961 (1919)
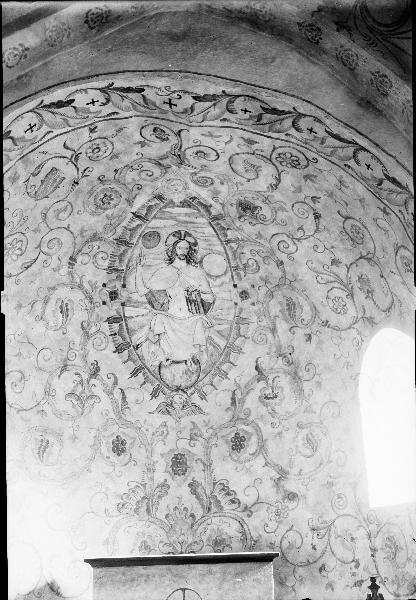
Kormålningen av Hjortzberg (1919)

## Kalkmålningarna
Fragment av kalkmålningar är synliga i korets rekonstruerade ribbvalv, på långhusets numera vitkalkade nord- och sydmurar, samt i sakristian. De bäst bevarade målningarna finns i korvalets södra och östra kappor. Den största delen av kyrkans medeltida väggmålningar är alltså försvunna.  Utifrån målningarnas karaktär och utifrån typen av korvalv så dateras målningarna i koret till kring 1450, då förmodligen även långhuset målats. De anses utförda av en verkstad inom den vittförgrenade målarskola inom mälarlandskapen som ibland brukar kallas strängnässkolan. Stilistiskt påminner de om målningarna i Björklinge kyrka och Håbo-Tibble kyrka.
I korvalvets östra kappa föreställer motivet Maria och Elisabets möte. Södra kappan föreställer Jesu födelse. Före restaureringen och rekonstruktionen av korvalvet 1917-1919 var betydligt fler av målningarna bevarade där, vilket är fotografiskt dokumenterat. På fotografierna kan man tydligt se att den norra kappan varit bemålad med motivet Marie bebådelse. Det numera förstörda motivet i den västra kappan var ovanligt och är svårt att bestämma även utifrån de äldre fotografierna. Målningarna har alltså utgjort en Jesu barndoms-svit. De figurativa motiven omges av dekorativa rankor.
I sakristian finns bleka målningar på nord- och västväggarna. På nordväggen framställs Jesus som smärtomannen med passionsverktygen.

## Inventarier
- Predikstolen tillverkades 1658 av snickarmästare Berendt Sifwertson och Hans Hebel gjorde skulpturerna som föreställer Frälsaren och de fyra evangelisterna. Stilen kan sägas vara en övergång mellan renässans och barock.
- I koret finns ett begravningsvapen efter hovmarskalken Berent Ditrick von Mörner som avled 1611 på Wiks slott.
- Ljuskronan i koret bär inskriptionen 1685 och kommer från Fittja kyrka. När den kyrkan övergavs så såldes kronan till Wiks slott och sedan har den skänkts till Balingsta kyrka. Ljuskronan i långhuset skänktes av den dåvarande kyrkoherden 1656.
- Flera medeltida gravstenar har bevarats från Balingsta. En finns numera på historiska museet och en annan på Wiks slott. Innanför dörren till sakristian ligger en medeltida gravhäll. I koret finns prosten Beronius gravsten från 1614.
- Storklockan, ursprungligen från 1526, har gjutits om flera gånger, senast 1918. Lillklockan göts 1634.
- Ett par unika mässingsljusstakar har ett medeltida ursprung.[10]